# گورستان شکوه
گورستان شکوه (تایلندی: Rak Ti Khon Kaen) یک فیلم درام به کارگردانی اپیچاتپونگ ویراستاکول است که در سال ۲۰۱۵ منتشر شد.
فیلم دربارهٔ یک همه‌گیری بیماری خواب است. کم‌کم ارواح به چشم بیماران نمایان می‌شود و دیگر مرز بین واقعیت و توهم مشخص نیست. از این اپیدمی بعنوان استعاره‌ای از مسائل شخصی و اجتماعی کشور تایلند استفاده شده است.
این فیلم در بخش جایزه برای کارهای نو و نگاهی نو در جشنواره فیلم کن ۲۰۱۵ به نمایش درآمد. این فیلم همچنین برای پخش در ۴۰مین دورهٔ جشنواره بین‌المللی فیلم تورنتو و جشنواره فیلم نیویورک در سال ۲۰۱۵ انتخاب شده است.
نشریهٔ معتبر سایت‌اندساوند، این فیلم را با رای حدود ۱۷۰ منتقد و کارشناس سینمایی، بعنوان «پنجمین فیلم برتر سال ۲۰۱۵ میلادی» انتخاب کرد. گورستان شکوه برندهٔ جایزه «بهترین فیلم» در «نهمین دوره مراسم اهدای جوایز اسکرین آسیا پاسفیک» هم شده است.